# بيتيريم سوروكين
بيتيريم أليكساندروفيتش سوروكين (بالروسية: Сорокин Питирим Александрович)‏ (ولد في 2 فبراير [21 يناير وفق التقويم القديم] 1889- 10 فبراير 1968) كان عالم اجتماع أمريكي من أصل روسي، وله تاريخ ثوري وسياسي، أسهم في نظرية الدورة الاجتماعية.
نشر سوروكين في حياته أكثر من ثلاثين كتاباً، ويعترف الكثير من علماء الاجتماع بإسهاماته الكبيرة في هذا الميدان، حتى إن المتحمسين يعتقدون أن تاريخ النظرية الاجتماعية يجب أن يتوقف طويلا عند ثلاثة كبار وهم: كونت، ودوركايم، وسوروكين.

## خلفية
بيتيريم ألكسندروفيتش سوروكين، ولد في 2 فبراير (21 يناير وفق التقويم القديم) 1889، في تيوريا، وهي قرية صغيرة في يرينسك يويزيد، مقاطعة فولوغدا، الإمبراطورية الروسية (تسمى الآن مقاطعة كنيازهبوغوستسكي، جمهورية كومي، روسيا)، وهو الابن الثاني لأب روسي وأم كومية. والده أليكساندر بروكوبيفيتش سوروكين من فيليكي أوستيوغ وهو حرفي متنقل يختص بالذهب والفضة، بينما كانت أمه بيليجيا فازيليفنا من زهيشارت بالأصل وتنتمي لعائلة فلاحين؛ أما أخوه الأكبر فاسيلي فقد ولد عام 1885 وأخوه الأصغر بروكوبي ولد عام 1893. توفيت والدته في 7 مارس 1894، في قرية كوكفيتسا، وبعد وفاتها بقي سوروكين وأخوه الأكبر مع والدهما، وسافرا معه عبر القرى بحثا عن العمل، في حين تعهدت بروكوبي عمته أنيزيا فاسيليفنا ريمسكي التي عاشت مع زوجها فاسيلي إيفانوفيتش في قرية ريميا.
أصيب بيتيريم وأخوه الأكبر بالإدمان على الكحول، وبسبب هذا أصيب والدهما بقلق حاد ونوبات هلع إلى درجة أنه أصبح يعتدي بالضرب على أولاده. وبعد ضرب قاس ترك ندبة على شفة بيتريم العليا قرر بيتريم مع أخيه الأكبر بأنهما يريدان العيش باستقلالية عن كنف والدهما.
اعتمد في بدايات القرن العشرين سوروكين على نفسه كحرفي ماهر وموظف وارتاد جامعة سان بطرسبيرغ الإمبراطورية حيث نال شهادة في علم الجريمة وأصبح مدرسا.
كان سوروكين مناهضا للشيوعية وكان خلال الثورة الروسية عضوا في الحزب الاشتراكي الثوري الذي يدعم الحركة البيضاء، وسكرتيرا لرئيس الوزراء ألكسندر كيرينسكي الذي كان قائدا في الجمعية التأسيسية الروسية بعد ثورة أكتوبر، واستمر سوروكين في الصراع مع قادة الشيوعية واعتقله النظام الجديد عدة مرات قبل أن يحكم أخيرا بالإعدام. وبعد 6 أسابيع في السجن أطلق سراحه وعاد إلى التدريس في جامعة سان بطرسبرغ، ليصبح مؤسس قسم علم الاجتماع فيها. واعتقل مجددا عام 1922 ونفته الحكومة السوفيتية هذه المرة، فهاجر إلى الولايات المتحدة وأصبح مواطنا متجنسا عام 1930.
كان سوروكين من بين القادة الديمقراطيين للثورة الروسية، ولاحقته قوات لينين بعد أن وطد سلطته. وبعد أشهر من الاختباء، هرب من الاتحاد السوفيتي عام 1922 وهاجر إلى الولايات المتحدة وأصبح مواطنا متجنسا عام 1930. طلب من سوروكين شخصيا قبول وظيفة في جامعة هارفارد، ليؤسس قسم علم الاجتماع ويصبح ناقدا شديدا لزميله تالكوت بارسونز. كان سوروكين معارضا متحمسا للشيوعية التي اعتبرها «آفة الإنسان» وكان نائبا عن المجلس التأسيسي الروسي.
كان سوروكين أستاذ علم الاجتماع في جامعة مينيسوتا منذ عام 1924 حتى عام 1940، حين قبل عرضا بوظيفة من رئيس جامعة هارفرد وحيث استمر بالعمل حتى عام 1959، وإحدى طالباته الكاتبة مايرا باج.

## أعماله واهتماماته
قبل أن يصبح بروفيسورا في الولايات المتحدة، نشر عام 1924 كتابه 'أوراق من مذكرات روسية' (للناشر إي. بي. داتون وشركاه)، معطيا فيه وصفا يوميا وأحيانا ساعاتيا عن الثورة الروسية، التي بدأت فعلا في فبراير 1917 عندما كان في طليعة تشكيل حكومة مؤقتة، ليراها تنحل وتخسر السلطة أمام البلاشفة في أكتوبر 1917. وفي عام 1950 نشر سوروكين ملحقا بالكتاب سماه 'الثلاثين عامًا اللاحقة' وهي وصف شخصي وصادق وقاس عن الثورة ومنفاه.
أما كتاباته الأكاديمية فهي كثيرة حيث كتب 37 كتابا وأكثر من 400 مقال. وشرحت نظرياته المثيرة للجدل عن العمليات الاجتماعية وعلم الرموز التاريخية للثقافات في كتاب 'الديناميكيات الاجتماعية والثقافية (جزء 4، 1937-1941؛ طبعة مراجعة ومختصرة 1957) وغيرها من الأعمال. كان سوروكين مهتما أيضا بالتطبق الاجتماعي، وتاريخ نظرية علم الاجتماع والسلوك الإيثاري.
تناول عمل سوروكين ثلاثة نظريات أساسية وهي: التمايز الاجتماعي والتطبق الاجتماعي والصراع الاجتماعي. تصف نظرية التمايز الاجتماعي ثلاثة أنواع من العلاقات الاجتماعية، أولها العائلية وهي النوع الذي نسعى له غالبا، وهي العلاقة الأكثر تماسكا ويتم اعتبار قيم جميع من فيها وهناك قدر كبير من التفاعل.
يشير التطبق الاجتماعي إلى حقيقة أن كل المجتمعات مقسمة تراتبيا على شكل طبقات عليا ودنيا مع توزيع غير متوازن للثروات والسلطة والتأثير عبر الطبقة، وهناك دوما بعض الانتقال بين الطبقات. حيث يمكن للجماعات أو الأشخاص الانتقال إلى أعلى أو أسفل التراتبيات، مكتسبين أو خاسرين لسلطتهم وتأثيرهم.
يشير الصراع الاجتماعي إلى نظرية سوروكين في الحرب. يقوم السلام سواء الداخلي في وطن ما أو الدولي على التشابهات في القيم بين الناس في الدولة أو بين الدول المختلفة. ويكون للحرب طورًا مدمرًا عندما تتدمر القيم، وطور انحدار عندما تستعاد بعض القيم. اعتقد سوروكين أن عدد الحروب ينقص مع زيادة التعاضدد وانخفاض العداء، وإذا شددت قيم المجتمع على الغيرية بدلا من الأنانية ستختفي الحروب.
في كتابه 'الديناميكيات الاجتماعية والثقافية'، رائعته الفنية، صنف سوروكين المجتمعات وفقا 'لعقليتها الثقافية' حيث يمكن أن تكون فكرية (الواقع روحي) أو محسوسة (الواقع مادي) أو مثالية (خليط بين الروحي والمادي). وأشار إلى أن الحضارات الكبرى تطورت من الفكري إلى المثالي وفي النهاية إلى العقلية المحسوسة. وكل من هذه الأطوار من التطور الثقافي لا يبحث فقط عن وصف الطبيعة أو الواقع، لكنه أيضا يحدد أن طبيعة الحاجات الإنسانية وأهدافها التي يجب أن تلبى، وإلى أي مدى يجب أن تلبى وطرق تلبيتها. فسر سوروكين الحضارة الغربية المعاصرة بأنها حضارة مادية تكرس نفسها للتقدم التكنلوجي وتتنبأ بسقوطها إلى الانحطاط وظهور عصر فكري ومثالي جديد. ينتقد في كتاب 'بدع ونقاط ضعف' بحث لويس تيرمان 'دراسات وراثية للعبقرية' مبينا أن المجموعة المختارة من الأطفال ذوي معايير الذكاء المرتفعة قاموا بأداء كانت لتقوم بنفسه مجموعة عشوائية من الأطفال يتم اختيارها من خلفيات عائلية مشابهة.

## روابط خارجية
- بيتيريم سوروكين على موقع الموسوعة البريطانية (الإنجليزية)
- بيتيريم سوروكين على موقع مونزينجر (الألمانية)